# Sunrise in Riverland
Sunrise in Riverland är det svenska power metal-bandet Insanias andra studioalbum. Det släpptes i april 2001 av skivbolaget No Fashion Records och i Japan av Avalon.
Skivan var den sista med sångaren David Henriksson och spelades in, mixades och mastrades i Finnvox Studios, Helsingfors.

## Låtlista
1. "Finlandia" (instrumental) (Korsbäck/Juhano) – 3:07
2. "The Land of the Wintersun" (Korsbäck) – 6:15
3. "Heaven or Hell" (Korsbäck/Juhano/Västilä) – 5:02
4. "Beware of the Dragons" (Korsbäck) – 5:49
5. "Angels in the Sky" (Korsbäck/Dahlin) – 8:17
6. "Lost in Time" (Korsbäck) – 4:52
7. "Heading for Tomorrow" (Henriksson/Juhano/Dahlin) – 4:25
8. "Sunrise in Riverland" (Korsbäck/Juhano) – 4:03
9. "Dangerous Mind" (Korsbäck/Dahlin) – 3:37
10. "Seasons of Life" (Dahlin/Västilä) – 6:19
11. "Tears of the Nature" (Korsbäck) – 5:23
12. "Time of the Prophecies" (Stolt) – 4:09

Bonusspår på japanska utgåvan
1. "The Right to Be Free" – 4:09

## Medverkande
Musiker
- David Henriksson – sång
- Henrik Juhano – gitarr
- Niklas Dahlin – gitarr
- Tomas Stolt – basgitarr
- Mikko Korsbäck – trummor
- Patrik Västilä – keyboard

Produktion
- Mikko Karmila – producent
- Mika Jussila – mastering
- Lord Ahriman, Henrik Juhano, Mikko Korsbäck – layout
- Ola Bergman – foto
- Eric Philippe – albumkonst